# Station Wydminy
Station Wydminy is een spoorwegstation in de Poolse plaats Wydminy.